# Sutamarchán
Sutamarchán – miasto w Kolumbii, w departamencie Boyacá.